# Coupe de Thaïlande de football

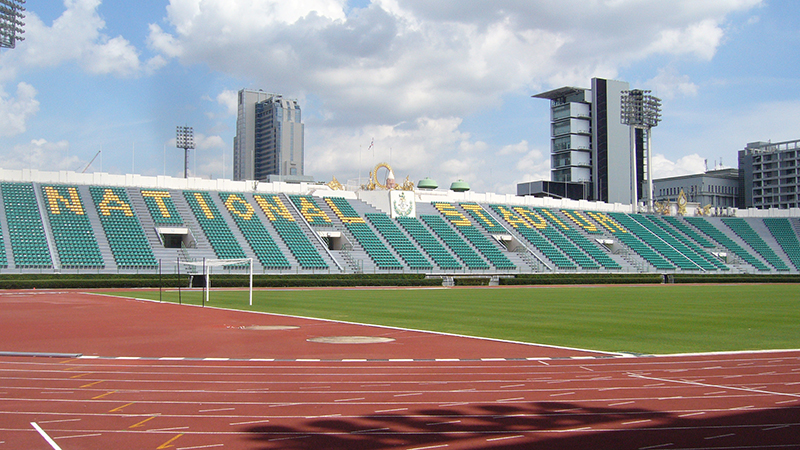
Stade Suphachalasai

La coupe de Thaïlande de football est une compétition placée sous l'égide de la fédération de Thaïlande de football. Parallèlement, il existe la coupe de la reine qui est disputée depuis 1970 par des clubs thaïlandais, mais aussi étrangers. D'autres coupes sont ou ont été disputées dans le pays.

## Palmarès

### FA Cup
- 1980 : Bangkok Bank
- 1981 : Bangkok Bank
- 1982-1983 : inconnu
- 1984 : Lopburi 5-1 Chanthaburi
- 1985 : Rajpracha 2-0 Chaiyaphum
- 1986-1992 : inconnu
- 1993 : Telephone Organization of Thailand
- 1994 : UCOM Rajpracha
- 1995 : Royal Thai Air Force
- 1996 : Royal Thai Air Force
- 1997 : Sinthana FC
- 1998 : Bangkok Bank
- 1999 : Bangkok Bank 2-1 Osotsapa M-150
- 2000 : BEC Tero Sasana
- 2001 : Royal Thai Air Force
- 2002-2008 : annulée
- 2009 : Royal Thai Air Force
- 2010 : Chonburi FC
- 2011 : Buriram PEA FC
- 2012 : Buriram United
- 2013 : Buriram United
- 2014 : Bangkok Glass
- 2015 : Buriram United
- 2016 : Chainat Hornbill FC, Chonburi, Ratchaburi Mitr Phol, et Sukhothai FC (titre partagé)
- 2017 : Chiangrai United FC
- 2018 : Chiangrai United FC
- 2019 : Port FC [1]
- 2020-2021 : Chiangrai United FC
- 2022 : Buriram United
- 2023 : Buriram United
- 2024 : Bangkok United
- 2025 : Buriram United

### Toyota Cup
- 1988 : Bangkok Bank
- 1989 : Police 3-0 Royal Thai Air Force

### Yamaha Cup
- 1992 : Satun 1-0 Loei
- 1993-1997 : inconnu
- 1998 : BMA 1-0 Nakhon Si Thammarat

### Kor Royal Cup
- 1996 : Royal Thai Air Force
- 1997 : Sinthana FC
- 1998: Sinthana FC
- 1999 : Royal Thai Air Force
- 2000 : Thai Farmers Bank FC
- 2001 : BEC Tero Sasana
- 2002 : Osotsapa M-150
- 2003-2005 : inconnu
- 2006 : Thailand Tobacco Monopoly
- 2007 : Osotsapa M-150
- 2008 : Chonburi FC
- 2009 : Chonburi FC
- 2010 : Muangthong United

### Trophée du roi[2]
- 2005 : Thailand Tobacco Monopoly 4-1 PEA
- 2006 : Osotsapa M-150 2-1 Bangkok University